# Rizalit
Rizalit (iz nemščine Risalit) je naziv za izpostavljen del pročelja neke zgradbe, ki po celi višini štrli iz zidne mase, najpogosteje v obliki poligonalne, pravokotne, ovalne ali krožne izbokline, in je s svojim zaključkom lahko višji od strehe, ki jo členi.
Rizalit se v raznih oblikah pojavlja v profani arhitekturi antike in srednjega veka ter ima dominantno obrambno funkcijo. V novem veku ima pretežno  dekorativna vlogo, čeprav obstajajo tudi nekatere posebnosti.
Glede na položaj so rizaliti lahko središčni, vogalni in bočni.
Središčni in bočni so pogosti v fevdalni arhitekturi dvorcev in palač novejšega obdobja.